# Posavec
Posavec – wieś w Słowenii, w gminie Radovljica. W 2018 roku liczyła 383 mieszkańców.